# アフガニスタン復興担当特別監察官
アフガニスタン復興担当特別監察官（英語: Special Inspector General for Afghanistan Reconstruction、略称SIGAR）は、アフガニスタン復興支援の監査を担当する、アメリカ合衆国連邦政府内の職掌である。
バージニア州アーリントン郡クリスタルシティ (バージニア州)に事務所を置き、カーブルなどアフガニスタン国内各地に支所を設ける。四半期ごとにアメリカ合衆国議会に報告書を提出する。